# 최진석 (작곡가)
최진석은 대한민국의 작곡가로 2024년 대한민국작곡상 대상을 수상했다.

## 학력
- 상명대학교 학사
- 연세대학교 대학원 석사
- 맨체스터 대학교 박사

## 수상
- 2021년 인천문화재단 우현상 예술상[2]
- 2024년 대한민국작곡상 대상

1. ↑  '제43회 대한민국작곡상' 대상에 작곡가 최진석 수상
2. ↑  http://www.kitvnews.co.kr/news/article.html?no=130254